# Соборна площа (Черкаси)

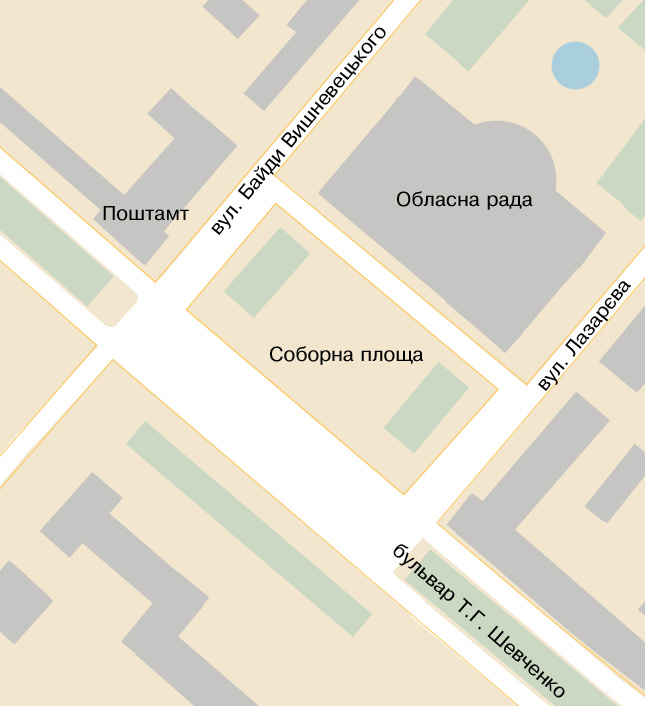
Схема Соборної площі

Собо́рна пло́ща — центральна площа міста Черкаси. Утворюється бульваром Шевченка, вулицею Б. Вишневецького та вулицею Лазарєва.

## Історія
Площа була утворена 1879 року. До 1945 року на площі розташовувався Свято-Миколаївський собор, збудований 1864 року і зруйнований одразу після Другої світової війни. Собор був споруджений на кошти черкаського мецената М. Колодочки. Навколо собору розміщувались торгові ряди, складські приміщення та приватні будинки заможніх міщан. Тричі на рік тут проводились ярмарки. 
До осені 2008 року на площі височів пам'ятник Леніну, який із скандалом знесли. 
Влітку 2011 року площа була повністю реконструйована, на ній встановлено 2 нових фонтани.

### Зміна назви
- Базарна (1879—1911)
- Соборно-Миколаївська (1911—1925)
- Базарна (1925—1941)
- Соборна (1941—1943)
- Базарна (1943—1954)
- Центральна (1954—1969)
- Леніна (1969–2010)

У квітні 2010 року площі повернено назву Соборної.

## Транспорт
Соборна площа розташована у справжньому середмісті Черкас, тому характеризується жвавим транспортним рухом:
- тролейбус (зупинка «Соборна площа») — № 1, 1А, 4, 7, 7А, 10, 12;
- маршрутні таксі — № 4, 11, 14, 15, 18, 21, 22, 23, 26А, 31.

## Об'єкти
На площі розташовані:
- помпезне приміщення Черкаської обласної ради радянської архітектури  було збудоване після зруйнування собору, який розташовувався на місці вулиці Лазарєва;
- Черкаський головпоштамт.

## Цікаві факти
Жодна будівля (об'єкт) не зареєстрована за адресою «Соборна площа». Втім, для міста Черкаси взагалі характерно, щоб будівлі на площах мали нумерацію на прилеглих вулицях.

## Галерея

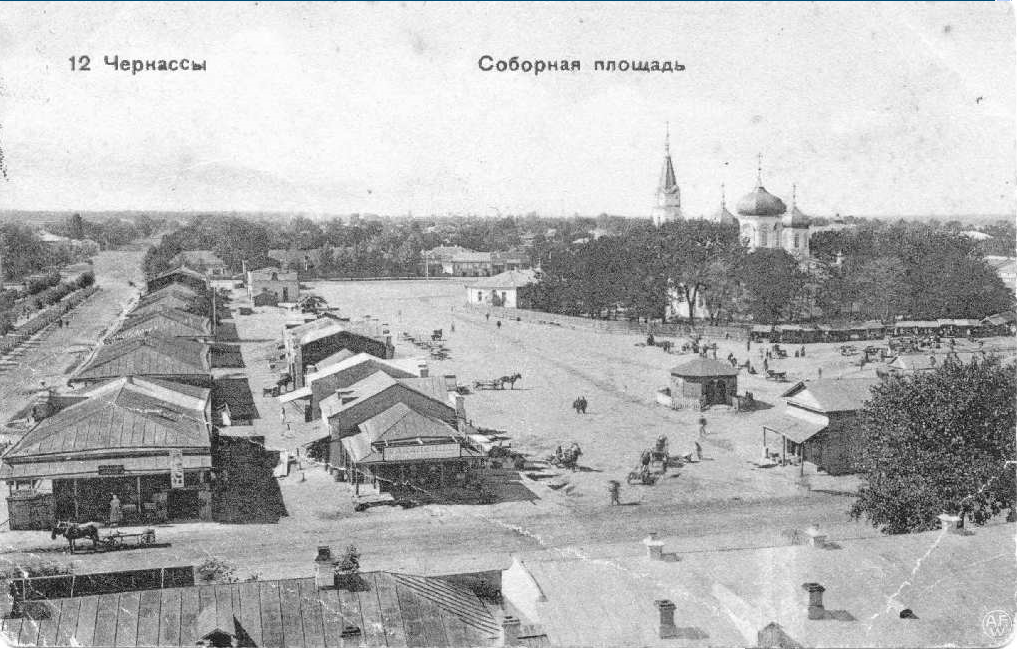
Соборна площа, 1910 рік
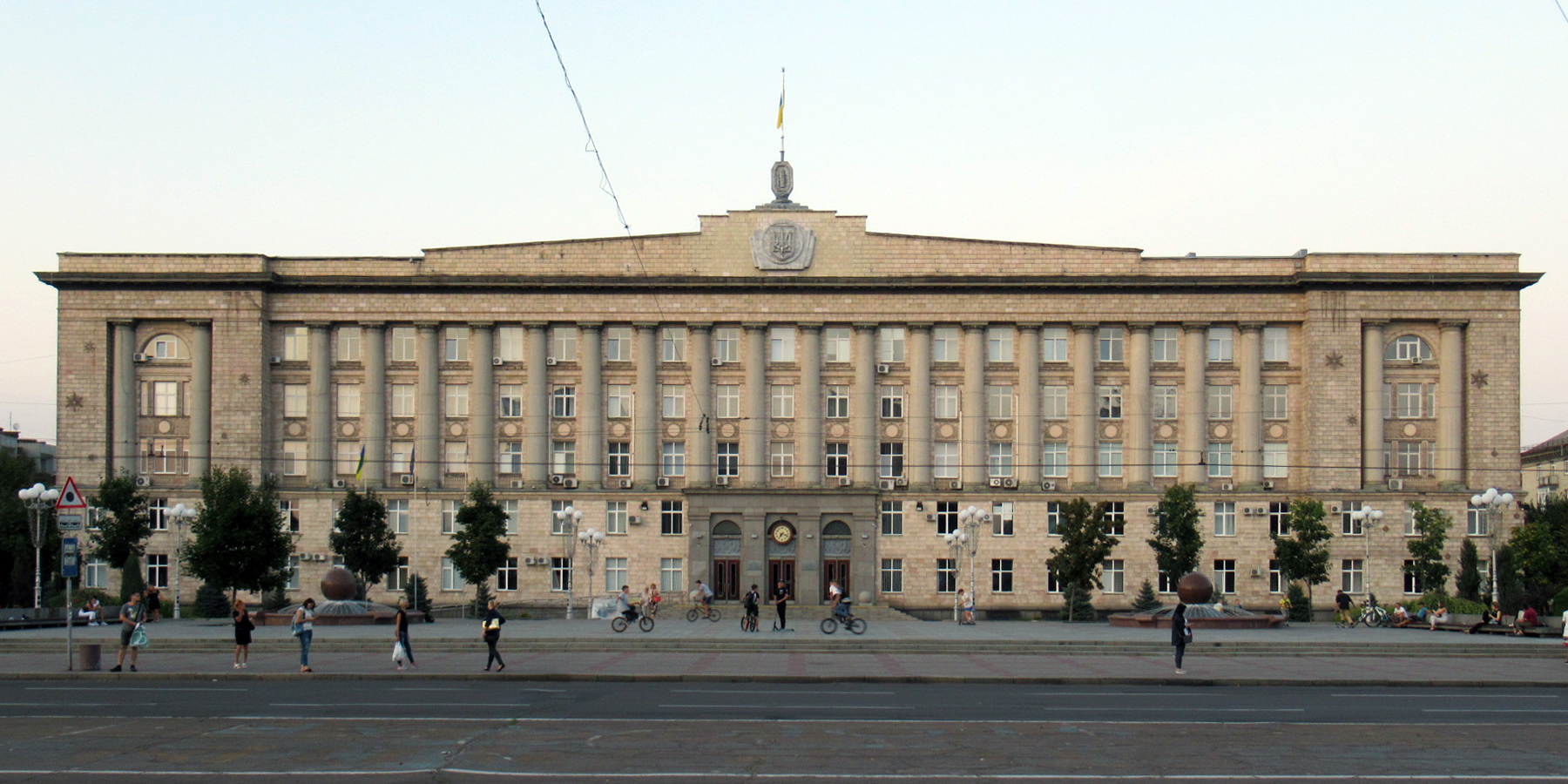
обласна адміністрація
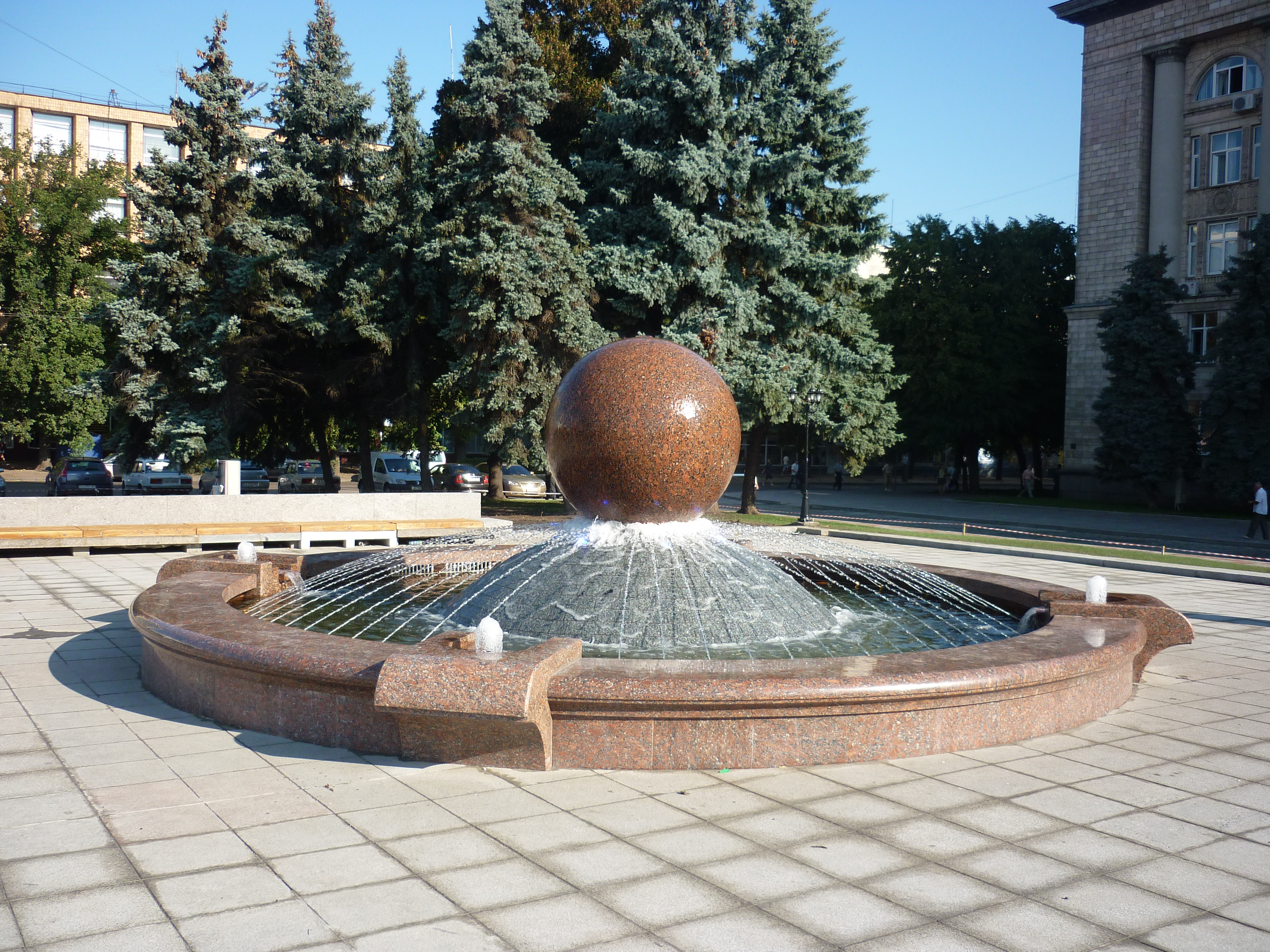
Фонтан
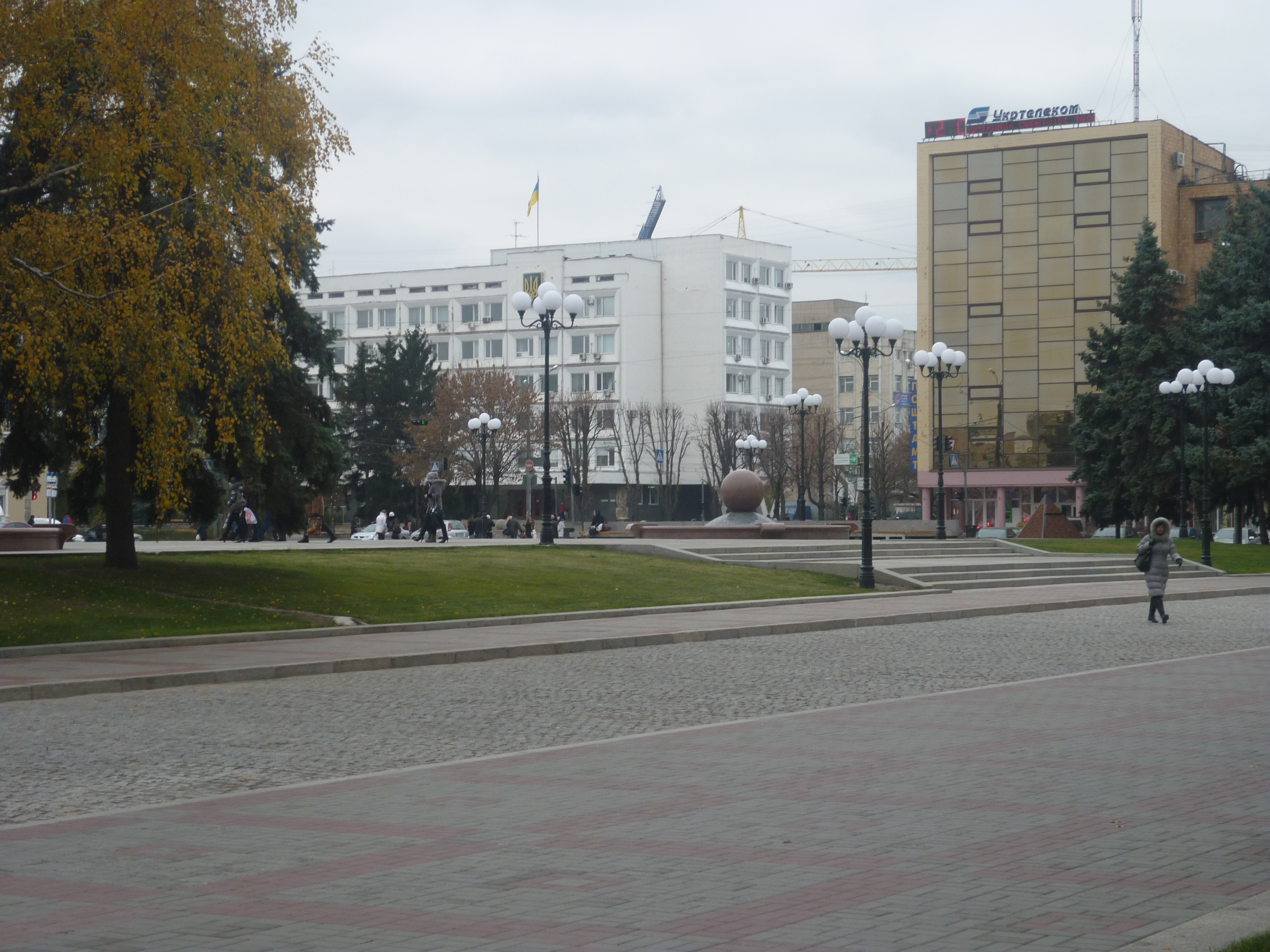
Вигляд з боку вулиці Лазарєва